# Emirat Gwandu
Das Emirat Gwandu (alternative Namen Gando oder Igwandu) war ein historisches Reich der Fulbe auf dem Gebiet des heutigen westafrikanischen Staat Nigeria.

## Geschichte

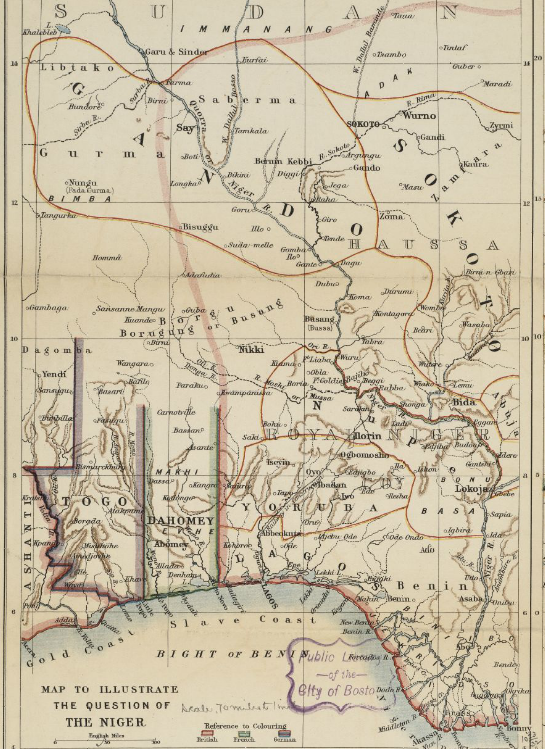
Gando auf einer Karte von 1898 (oben)

Im Westen der Großlandschaft Sudan lag es östlich von Massina, zu beiden Ufern des Niger, und im Süden reichte es bis zur Mündung des Benue. Es bestand aus mehreren Provinzen, die locker untereinander verbunden waren. Ende des 19. Jahrhunderts hatte es eine Fläche von 203.309 km² und hatte schätzungsweise fünf Millionen Einwohner.
Die einzelnen Landesteile Gwandus waren: Die Westhälfte der Landschaft Kebbi mit der Hauptstadt Gwandu und der um das Jahr 1888 verfallenen Stadt Birnin Kebbi (andere Schreibweise Birni-n-Kebbi), die einst Mittelpunkt eines mächtigen Königreichs war. Ferner die wüstenartige Landschaft Aréoua, Saberma mit einem breiten Natronthal, Dendima, ein großer Teil von Gwandurma und ein kleiner von Borgu, ein großer Teil von Yoruba mit der Stadt Ilorin, Jaurie und endlich die Landschaft Nupe, die damals eine blühende Baumwollindustrie hatte. Beherrscht wurde Gwandu von einem Sultan, der mit dem Sultanat von Sokoto stammverwandt, aber ihm untertan war.
Im April 1895 versuchte der deutsche Kolonialbeamte Hans Gruner vergeblich, mit Sultan dan Khalilu einen Schutzvertrag auszuhandeln, um Gwandu Deutsch-Westafrika anzugliedern. Ab März 1903 war das Emirat dann Teil des britischen Protektorates Nord-Nigeria.

## Liste der Emire von Gwandu
| 1817–1828              | Abdullahi dan Fodio                       | 1756–1828 |
| 1828–1833              | Muhamman Wani dan `Abd Allahi             | † 1833    |
| 1833–1858              | Khalilu dan `Abd Allahi                   | † 1858    |
| 1858–1860              | Khaliru I dan `Abd Allahi                 | † 1860    |
| 1860–1864              | `Aliyu dan `Abd Allahi                    | † 1864    |
| 1864–1868              | `Abd al-Qadiri dan `Abd Allahi            | † 1868    |
| 1868–1875              | Mustafa dan Muhamman                      | † 1875    |
| 1875–1876              | Hanafi dan Khalilu                        | † 1876    |
| 1876–1888              | Maliki dan Muhamman                       | † 1888    |
| 1888–1897              | `Umaru Bakatara dan Khalilu               | † 1897    |
| 1897–1898              | `Abd Allahi Bayaro dan Muhamman           | † 1898    |
| 1898 – Mai 1903        | Bayaro `Aliyu dan `Aliyu                  | † 1903    |
| Mai 1903 – März 1906   | Muhammadu dan `Aliyu                      |           |
| März 1906 – März 1915  | Khaliru II dan `Abd al-Qadiri             | † 1915    |
| März 1915 – Jan 1918   | Muhammadu Bashiru dan Khaliru             | † 1918    |
| Jan 1918–1938          | `Usman dan Khaliru                        | † 1938    |
| 1938 – 12. Januar 1954 | Yahaya dan Khaliru                        | 1895–1954 |
| 13. Januar 1954–1995   | Muhammadu Haruna dan Muhammadu Bashiru    | 1913–1995 |
| 1995–2005              | Mustafa Haruna Jokolo da Muhammadu Haruna |           |